# Manifest
Manifest (latinski: manifestus – proglas) je tekst koji objavljuje osnovna načela književnoga stvaranja neke nove grupe pisaca, obično radikalnije, suprotstavljena vladajućim književnim konvencijama i oštrije intonirana.
Neki od najpoznatijih književnih manifesta su: „Manifest verizma“ u talijanskoj književnosti, 1880., „Manifest ekspresionizma“ u njemačkoj književnosti; 1910., Bretonovi manifesti nadrealizma u Francuskoj, a jugoslavenski Vinaverov „Manifest ekspresionističke škole“, 1920.
Manifest izvan književnosti jednostavno znači proglas. Najpoznatiji politički manifest je „Komunistički manifest“ iz 1848. godine.
Pod terminom Manifest se podrazumijeva i teretni list, tj. dokument koji prati jednu pošiljku.